# 安德烈亚·德尼古劳
安德烈亚·德尼古勞（義大利語：Andrea De Nicolao，1991年8月21日—），意大利籃球運動員，在場上的位置是大前鋒。他現在效力於意大利籃球聯賽球隊雷吉納籃球俱樂部。